# SoftBank 934SH
mirumo SoftBank 934SH（ミルモ ソフトバンク きゅう さん よん エス エイチ）は、シャープが開発した、ソフトバンクモバイルのW-CDMA方式の携帯電話。2009年6月5日発売。

## 特徴
930SHと同様、ProPix対応の約800万画素CCDカメラ搭載と、約3.0インチワイドVGA+液晶が付いた折りたたみボディに、シャープが新開発したメモリ液晶を背面に搭載したモデルである。このメモリ液晶を使ったサブディスプレイは、世界最大の約3.0インチで、456×240ドットの解像度を持つ。
サブディスプレイで表示可能な主な機能は以下の通り。
- 時計
- カレンダー
- スケジュール
- 新着メール
- ミュージックプレーヤー
- 歩数計
- キッチンタイマー
- 紫外線チェック
- Flashアニメーション
- おサイフケータイの残高
- エチケットミラー
- S!速報ニュース

発色数はモノクロであるが、消費電力が低く抑えられ（有機ELサブディスプレイの約500分の1）常時表示が可能。任意の画像を表示させることもできる。バックライトは非搭載。
また、IPX5/IPX7等級の防水対応となっている。また、主要機能・サービスにはほとんど対応しているが、GPSは搭載されていない。
なお、935SHと936SHとは姉妹機種となっている。

## 主な機能・サービス
- ミュージックプレイヤー
- Bluetooth
- 赤外線通信
- フィーリングメール
- カスタムスクリーン
- バイリンガル
- QRコード読み取り・作成
- ドキュメントビューア（Microsoft Word (.doc)・Microsoft Excel (.xls)・Microsoft PowerPoint (.ppt)・PDFデータ (.pdf) のみ）

| 主な対応サービス                      | 主な対応サービス                                                            | 主な対応サービス                      |
| ------------------------------------- | --------------------------------------------------------------------------- | ------------------------------------- |
| S!一斉トーク                          | S!ともだち状況                                                              | Yahoo!mocoa                           |
| S!ループ                              | S!タウン                                                                    | S!速報ニュース （おためしコンテンツ） |
| S!情報チャンネル （3Gお天気アイコン） | S!FeliCa (Faver 2.0)                                                        | PCサイトブラウザ （RSS)               |
| 電子コミック （ワイド画面コミック）   | S!アプリ （メガアプリ、 モーションコントロールセンサー、 ワイド画面アプリ） | 着うたフル／着うた                    |
| デコレメール （マイ絵文字）           | S!電話帳バックアップ                                                        | PCメール                              |
| コンテンツおすすめメール              | TVコール                                                                    | 世界対応ケータイ (W-CDMA+GSM)         |
| S!GPSナビ                             | デルモジ表示 （アニメビュー）                                               | ワンセグ                              |
| 3Gハイスピード                        | S!おなじみ操作                                                              | ダブルナンバー                        |
| 着デコ                                | きせかえアレンジ （カスタムスクリーン）                                     | S!ミュージックコネクト                |
| 安心遠隔ロック                        |                                                                             |                                       |

## 歴史
- 2009年5月19日 - ソフトバンクモバイルより公式発表。
- 2009年6月5日 - 発売開始